# Czesław Domin
Czesław Domin (ur. 6 lipca 1929 w Michałkowicach, zm. 15 marca 1996 w Warszawie) – polski duchowny rzymskokatolicki, biskup pomocniczy katowicki w latach 1970–1992, biskup diecezjalny koszalińsko-kołobrzeski w latach 1992–1996.

## Życiorys
Ukończył III Liceum Ogólnokształcące im. Adama Mickiewicza w Katowicach. W latach 1948–1953 studiował w Śląskim Seminarium Duchownym w Krakowie. Święcenia kapłańskie przyjął 28 czerwca 1953 w Krakowie z rąk biskupa Franciszka Jopa. Był wikariuszem w parafii katedralnej w Katowicach, następnie w Czechowicach i Lublińcu. W latach 1957–1964 pełnił funkcję notariusza w kurii diecezjalnej w Katowicach, był równocześnie duszpasterzem akademickim. Później był m.in. referentem duszpasterskim w kurii diecezjalnej, członkiem rady duszpasterskiej, rady kapłańskiej i duszpasterskiej komisji ekumenicznej. Od 1969 wikariusz-ekonom parafii Niepokalanego Poczęcia Najświętszej Maryi Panny w Katowicach; władze państwowe nie wyraziły zgody na objęcie przez niego funkcji proboszcza. W 1979 uzyskał tytuł magistra teologii w Akademii Teologii Katolickiej w Warszawie.
6 czerwca 1970 został mianowany biskupem pomocniczym diecezji katowickiej ze stolicę tytularną Dagnum. Sakrę biskupią przyjął 15 sierpnia 1970 w katedrze katowickiej z rąk biskupa Herberta Bednorza. Był wikariuszem generalnym diecezji, archidiakonem kapituły katedralnej, krajowym koordynatorem duszpasterstwa dobroczynności. Od 1980 przewodniczył Komisji Charytatywnej Episkopatu, w latach 1990–1993 reaktywowanemu Caritas Polska. W 1991 uczestniczył w Sesji Specjalnej dla Kościoła Europy Światowego Synodu Biskupów w Watykanie.
1 lutego 1992 został przeniesiony na funkcję biskupa diecezjalnego diecezji koszalińsko-kołobrzeskiej. Ingres do katedry w Koszalinie odbył 23 lutego 1992.
15 marca 1996 zmarł po długiej chorobie nowotworowej w Centrum Onkologii w Warszawie. 22 marca 1996 został pochowany w przedsionku katedry koszalińskiej.

## Wyróżnienia, upamiętnienie
Otrzymał honorowe obywatelstwo Siemianowic Śląskich.
Jego imię nadano, otwartemu w 2011, Domowi Hospicyjno-Opiekuńczemu Caritas w Darłowie. Został patronem ulic w Koszalinie, Katowicach i Siemianowicach.